# Eucopia sculpticauda
Eucopia sculpticauda is een kreeftachtigensoort uit de familie van de Eucopiidae. De wetenschappelijke naam van de soort is voor het eerst geldig gepubliceerd in 1893 door Faxon.